# Plagiorchioidea
Super-famille
Les Plagiorchioidea forment une super-famille de trématodes de l'ordre des Plagiorchiida.

## Taxinomie
Cette super-famille comprend les sous-familles suivantes[réf. nécessaire] :
- Auridistomidae Lühe, 1901
- Cephalogonimidae Looss, 1899
- Choanocotylidae Jue Sue & Platt, 1998
- Dolichoperoididae Johnston & Angel, 1940
- Echinoporidae Krasnolobova & Timofeeva, 1965
- Encyclometridae Mehra, 1931
- Gekkonotrematidae Yamaguti, 1971
- Glypthelminthidae Cheng, 1959
- Haematoloechidae Freitas & Lent, 1939
- Leptophallidae Dayal, 1938
- Macroderoididae McMullen, 1937
- Meristocotylidae Fischthal & Kuntz, 1981
- Mesotretidae Poche, 1926
- Ocadiatrematidae Fischthal & Kuntz, 1981
- Omphalometridae Looss, 1899
- Opisthogonimidae Travassos, 1928
- Orientocreadiidae Yamaguti, 1958
- Plagiorchiidae Lühe, 1901
- Reniferidae Pratt, 1902
- Styphlotrematidae Baer, 1924
- Telorchiidae Looss, 1899
- Thrinascotrematidae Jue Sue & Platt, 1999
- Urotrematidae Poche, 1926